# Spoorlijn Kopenhagen - Hillerød
De spoorlijn Kopenhagen - Hillerød (Deens: Nordbanen) is de spoorlijn tussen København H en Station Hillerød.

## Geschiedenis
De spoorlijn Kopenhagen - Hillerød was de tweede spoorlijn vanuit Kopenhagen. De lijn werd geopend door Det Sjællandske Jernbaneselskab (SJS) tot Hellerup op 22 juli 1863 en een jaar later verlengd tot Hillerød en verder naar Helsingør en daarmee de eerste verbinding tussen Kopenhagen en Helsingør. Het gedeelte tussen Hillerød en Helsingør is nu een lokaalspoorweg.
Ten zuiden van Hellerup volgde de lijn een westelijker tracé dan het huidige. Tot aan Ryparken werd de route van de huidige lijn Spoorlijn Hellerup - Ny Ellebjerg gevolgd en vanaf daar door Nørrebro naar het voormalige hoofdstation aan de Kampmannsgade. In 1921 werd het personenverkeer naar de huidige lijn verplaatst, maar tussen Nørrebro en Frederiksberg bleef de lijn in gebruik voor goederenverkeer tot 1930 toen de lijn Hellerup - Vigerslev werd geopend. De voormalige lijn is goed te volgen in het huidige stratenplan.
De Boulevardlijn (Deens: Boulevardbanen) is de naam van het baanvak tussen Station Østerport en Kopenhagen H, (ook wel Indre By (binnenstad) genoemd.) Het traject is uitgegraven en in de open lucht aangelegd. Het traject is 3,2 km lang waarvan 1525 meter in een tunnel en bestaat uit vier sporen. De twee oostelijke sporen zijn van de lijn Kopenhagen - Helsingør en lopen tussen Kopenhagen en Hellerup parallel aan de lijn naar Hillerød. De twee westelijke sporen worden door de S-tog gebruikt.

## DSB
De Danske Statsbaner (DSB) verzorgt het personenvervoer op dit traject met de zogenaamde S-togtreinen.

## Stations
| Station        | Lijnen       | Geopend         | S-tog        | Opmerking |
| -------------- | ------------ | --------------- | ------------ | --- |
| København H    | A B Bx C E H | 1 december 1911 | 15 mei 1934  | aansluiting lijn Kopenhagen - Helsingør aansluiting lijn Kopenhagen - Høje Taastrup aansluiting lijn Kopenhagen - Køge aansluiting lijn Kopenhagen - Korsør aansluiting lijn Kopenhagen - Malmö |
| Vesterport     | A B Bx C E H | 15 mei 1934     | 15 mei 1934  | |
| Nørreport      | A B Bx C E H | 1 juli 1918     | 15 mei 1934  | aansluiting lijn Kopenhagen - Helsingør |
| Østerport      | A B Bx C E H | 2 augustus 1897 | 15 mei 1934  | aansluiting lijn Kopenhagen - Helsingør |
| Nordhavn       | A B C E H    | 15 mei 1934     | 15 mei 1934  | |
| Nørrebro       | –            | 22 juli 1863    | 22 juli 1863 | gesloten 15 mei 1930 |
| Svanemøllen    | A B C E H    | 15 mei 1934     | 15 mei 1934  | aansluiting lijn Kopenhagen - Helsingør aansluiting lijn Kopenhagen - Slangerup |
| Hellerup       | B C E F      | 22 juli 1863    | 15 mei 1934  | aansluiting lijn Kopenhagen - Helsingør aansluiting lijn Hellerup - Vigerslev aansluiting lijn Hellerup - Klampenborg                                                                           |
| Bernstorffsvej | B            | 15 mei 1936     | 15 mei 1936  | |
| Gentofte       | B            | 1 oktober 1863  | 15 mei 1936  | |
| Jægersborg     | B            | 15 mei 1936     | 15 mei 1936  | aansluiting lijn Lyngby - Vedbæk |
| Lyngby         | B E          | 15 mei 1936     |              | voormalige aansluiting lijn Lyngby - Vedbæk 200S 300S 400S |
| Sorgenfri      | B            | 15 mei 1936     | 15 mei 1936  | |
| Virum          | B            | 15 mei 1936     | 15 mei 1936  | |
| Holte          | B E          | 8 juni 1864     | 15 mei 1936  | eindpunt lijn B |
| Birkerød       | E            | 8 juni 1864     | 26 mei 1968  | 500S |
| Høvelte        | E            | ??              | 26 mei 1968  | Alleen voor soldaten van het nabijgelegen kazerne, en alleen op verzoek. |
| Allerød        | E            | 8 juni 1864     | 26 mei 1968  | (tot 1952 Station Lillerød) |
| Hillerød       | E            | 8 juni 1864     | 26 mei 1968  | aansluiting lijn Hillerød - Hundested aansluiting lijn Hillerød - Gilleleje / Tisvildeleje aansluiting lijn Hillerød - Snekkersten voormalige aansluiting lijn Næstved - Hillerød 600S          |